# Lanius cabanisi
Picanço-rabilongo ou picanço-de-dorso-preto (Lanius cabanisi) é uma espécie de ave da família Laniidae.
Pode ser encontrada nos seguintes países: Quénia, Somália e Tanzânia.
Os seus habitats naturais são: savanas áridas.